# Dypsis nodifera
Dypsis nodifera – gatunek palmy z rzędu arekowców (Arecales). Występuje endemicznie na Madagaskarze, w prowincjach Antananarywa, Fianarantsoa, Toamasina oraz Toliara. Można go spotkać między innymi w parkach narodowych Andasibe-Mantadia, Andohahela, Andringitra, Midongy du Sud, Ranomafana i Zahamena. Jest gatunkiem rozpowszechnionym i popularnym.
Rośnie w bioklimacie wilgotnym, jak i średniowilgotnym. Występuje na wysokości do 1500 m n.p.m.